# HD 186302
HD 186302 è una stella situata nella costellazione del Pavone. Si tratta di un astro molto simile al Sole, al tal punto da essere considerato un suo gemello e fratello. Se per gemello del Sole si intendono stelle con caratteristiche fisiche simili a quelle del Sole, il termine fratello, coniato in tempi recenti, si riferisce a stelle nate dalla stessa nube molecolare dalla quale è nato il Sole. Dista circa 184 anni luce dal sistema solare, e a quella distanza, la stella appare di ottava magnitudine, risultando pertanto invisibile ad occhio nudo, anche se può essere individuata con l'ausilio di un buon binocolo o con un piccolo telescopio. Data la sua bassa declinazione nell'emisfero australe della sfera celeste, la stella non è comunque visibile dall'Italia.

## Caratteristiche fisiche
HD 186302 è una nana gialla di sequenza principale e classe spettrale G3/G5V, con una massa di circa 0,97 masse solari, un raggio di circa 0,95 volte quello solare, una luminosità del 90% della luminosità solare ed una età analoga a quella della nostra stella. L'estinzione di luminosità operata dal mezzo interstellare è valutato da GAIA in 0,075 magnitudini in banda G.
Si tratta di una stella relativamente ricca in metalli: infatti, il valore della sua metallicità, basata sull'abbondanza di ferro ed altri elementi pesanti, è quasi identico a quello del Sole, in particolare il rapporto fra gli isotopi del carbonio 12C e 13C.

### Il progetto AMBRE
Nel novembre 2018, HD 186302 è stata segnalata come nuova gemella solare. Molte stelle sono state indicate con questo titolo tra cui HIP 21158, HIP 87382, HIP 47399 e HIP 92831. Ma HD 186302 è praticamente identica al Sole: stessa composizione e rapporti chimici (metallicità), stessi isotopi, stessa massa e dimensioni, ed è probabilmente nata dalla stessa nube di gas e polveri che ha dato origine alla nostra stella.
La stella è stata identificata fra 17.000 stelle diverse dai ricercatori del progetto AMBRE che da anni lavorano per scoprire i membri dell'antica famiglia del Sole, utilizzando una serie di spettrografi insieme ai dati astrometrici della missione GAIA dell'ESA, allo scopo di registrare età, abbondanze chimiche e movimenti nelle stelle vicine della Via Lattea. Il progetto AMBRE è una collaborazione internazionale a guida ESO. tra l'Osservatorio della Costa Azzurra di Nizza, l'Istituto di Astrofisica e Scienza della Spazio di Oporto e alcuni scienziati armeni. Il team prevede di scansionare la stella utilizzando gli spettrografi dell'ESO. ESPRESSO e HARPS organizzando una campagna di ricerca di eventuali pianeti orbitanti che, se confermati, sarebbero potenzialmente quanto di più similare al nostro sistema solare.
I cosiddetti fratelli del Sole, come HD 186302, si pensa che si siano formati da un medesimo ammasso aperto, assieme alla nostra stella, dissipatosi nel corso di milioni di anni dalla loro formazione.
Oltre a HD 186302, la ricerca ha determinato come probabili fratelli del Sole anche HD 162826, HD 52456, HD 126829, HD 176535, sebbene il margine d'errore riguardo all'età di queste stelle è nettamente maggiore rispetto a quello di HD 186302, la cui età è stata stimata in 4,50 ± 0,81 miliardi di anni.